# Brandon (Vermont, város)
Brandon város az USA Vermont államában, Rutland megyében. Lakosainak száma 4129 fő (2020. április 1.).

## Népesség
A település népességének változása:

| 2010 | 3 966 |
| 2020 | 4 129 |